# Tři muži ve sněhu
Tři muži ve sněhu je česká filmová komedie z roku 1936 natočená režisérem Vladimírem Slavínským na motivy knihy Ericha Kästnera Drei Männer im Schnee (1934). Exteriéry byly natočeny v březnu 1936 ve Špindlerově Mlýně, 10 km od Slavínského rodných Dolních Štěpanic a interiéry pak v dubnu v barrandovských ateliérech.
Humoristický román Ericha Kästnera vychází z příběhu Inferno in the Hotel, který spisovatel publikoval v roce 1927 v novinách Berliner Tageblatt. Děj románu se odehrává v Berlíně a v Bruckbeurenu v Alpách. Posloužil jako předloha k několika filmům. V roce 1938 podle něj natočil americký režisér Edward Buzzell film Paradise for Three. Německý režisér Kurt Hoffmann natočil v roce 1955 film Drei Männer im Schnee. Pod stejným názvem vznikl v roce 1974 i německý film režiséra Alfreda Vohrera. 

## Děj
Mladý doktor Hájek nemůže najít práci. Žije s maminkou která těžce pracuje. Hájek vyhraje soutěž o nejlepší reklamní slogan, kterou vypsal továrník Bárta. Cenou je pobyt v luxusním horském hotelu. V téže době odjíždí do stejného zimního střediska i Bárta. Továrník Bárta se zúčastnil stejné soutěže pod falešným jménem a vydává se za chudáka. Dcera továrníka Bárty zavolá do hotelu a upozorní na příjezd převlečeného milionáře. V hotelu však považují za převlečeného milionáře dr. Hájka. Nemajetnému mladíkovi se dostává všemožných poct a úsluh, dostane krásné apartmá. Továrník dostane podkrovní pokoj bez topení. Navíc se ještě na scéně objeví Bártova dcera, které se líbí dr. Hájek a ona jemu…

## Obsazení
| Hugo Haas           | továrník a velkoprůmyslník rada Eduard Bárta |
| Věra Ferbasová      | Věra, Bártova dcera                          |
| Jindřich Plachta    | Jan Náprstek, komorník u Bárty               |
| Vladimír Borský     | doktor obchodních věd Jaroslav Hájek         |
| Zdenka Baldová      | Julie Hubáčková, hospodyně u Bárty           |
| Ella Nollová        | Hájková, maminka dr. Hájka                   |
| Theodor Pištěk      | vrátný v hotelu Imperial                     |
| František Paul      | ředitel hotelu Imperial                      |
| Vlasta Hrubá        | Helena Kašparová, host v hotelu Imperial     |
| Míla Reymonová      | Severová, host v hotelu Imperial             |
| Jaroslav Marvan     | ředitel Bártových závodů                     |
| Vladimír Štros      | prokurista Bártových závodů                  |
| Antonín Soukup      | podomek v hotelu Imperial                    |
| Karel Postranecký   | vrchní v hotelu Imperial                     |
| Fanča Foltová       | host v hotelu Imperial                       |
| Robert Ford         | host v hotelu Imperial                       |
| Jiří Hron           | host v hotelu Imperial                       |
| František Černý     | tlustý host v hotelu Imperial                |
| Alfred Baštýř       | host v hotelu Imperial                       |
| Filip Balek-Brodský | host v hotelu Imperial                       |
| Jan W. Speerger     | kníratý uchazeč o místo                      |
| R. A. Dvorský       | dirigent                                     |

## Tvůrci a štáb
- Režie: Vladimír Slavínský
- Předloha: Erich Kästner (román Tři muži ve sněhu)
- Scénář: Vladimír Slavínský, Otakar Vávra
- Kamera: Jan Roth
- Vedoucí výroby: Josef Stein
- Hudba: Josef Dobeš
- Nahrál: Orchestr F.O.K. (řídil Josef Dobeš)
- Architekt: Štěpán Kopecký
- Kostýmy: Pavla Stahlová, František Říha
- Zvuk: Josef Zora
- Střih: Jiří Slavíček, Antonín Zelenka
- Výprava: Arnold Reimann
- Asistent režie: Karel Šilhánek
- Fotograf: Antonín Frič

## Produkční a technické údaje
- Začátek natáčení: 21. dubna 1936
- Konec natáčení: 6. května 1936
- Premiéra: 26. června 1936 (kina Metro a Světozor)
- Copyright: 1936
- Výroba: Metropolitan
- Distribuce: Metropolitan
- Barva: černobílý
- Jazyk: čeština
- Zvukový systém: Tobis-Klang
- Délka: cca 100 minut
- Ateliéry: AB Barrandov
- Exteriéry:
  - Krkonoše, Špindlerův Mlýn
  - Praha: Žižkov, Dům odborových svazů